# 프리저
프리저(フリーザ)는 토리야마 아키라의 만화 드래곤볼 애니메이션의 등장 인물이다. 사이어인편의 최종 보스.
우주 최강의 존재로서 등장한 우주의 제왕이라고 칭해지는 우주인이다. 나메크 성편의 이야기의 근간을 이루는 악당이다.
수많은 부하를 따라 환경이 좋은 행성의 생명체를 멸종시켜 스스로의 컬렉션으로 하거나 다른 이성인에게 파는 행위 등을 하고 있었다. 파괴된 별을 제외하더라도 수백 개 이상의 행성이 통제하고 있다. 수많은 별을 차례차례로 정복하면서 동시에 전 우주에서 전투력이 높은 인재를 모아 프리저 일당은 다양한 이성인이 갖추어진 혼성 부대가 되고 있다. 사이어인을 포함해 지배하에 둔 행성의 거주자는 부하로서 철저하게 일하고, 별을 공격할 때에는 용병처럼 사용하고 있었다.

## 설정
자신의 실력에 절대적인 자신감을 갖고 있어 여유가 있는 침착한 허리를 잡고 있다. 그 때문에, 자신의 부하에 대해서도 존대어를 사용한다. 그러나 그 본성은 타인의 생명을 빼앗는 것을 아무리 주저하지 않는 잔인하고 냉혹한 성격의 소유자이다. 자신이야말로 전체 우주 최강이라는 것을 고집해, 어떤 수단을 사용해도 자신보다 강한 사람을 배제하려고 한다.

## 스토리
사이어인의 잠재 능력이 장래 스스로에게 있어서 위험한 존재가 된다고 보여 적시하게 된다. 특히 초사이어인에 관해서는 경계하고 있었다. 그리고 사이어인이 사는 행성 베지터에 공격해 베지터의 아버지인 베지터 왕을 살해한다. 핸드피스로 사용할 수 있는 베지터와 내퍼, 라데츠 등 다른 항성으로 보내진 소수를 제외하고 하고 사이어인은 베지터 행성과 함께 소멸했다. 살아남은 사이어인들에게는 행성 베지터 소멸의 원인을 거대한 운석의 충돌이라고 설명하고 있었다.
그리고 스카우터로 전투중의 대화로부터, 전설로 되어 있던 나메크 별의 드래곤 볼의 실재를 확신한다. 불로불사의 육체를 손에 넣기 위해 수십 명의 부하를 이끌고 나메크 별로 향해 많은 나메크 성인을 학살하고 드래곤볼을 강탈해 간다.
7개의 드래곤볼을 모두 가지고 있던 프리자는 드래곤 볼 앞에서 불멸의 소원 을 외쳤지만 나메크어에만 반응을 보였기 때문에 효과가 없었다. 소원을 이루기 위해 다른 필요한 조건이 있음을 깨닫고, 살아남은 나메크 성인인 최장로로 향한다.  프리저는 소원의 실현 방법을 들으려고 하지만, 덴데가 크리링에게 도착하기까지의 시간 벌기 때문에 최장로의 측근 네일에 싸움을 겪는다. 양자의 전투력의 차이는 압도적이며, 프리저는 왼손만으로 네일을 망설이듯이 아프지만, 상대의 의도가 처음부터 시간 벌기에 있다는 것을 알고 분노, 그 자리를 방치하고 크리링 일행 쪽으로 향한다.
드래곤볼은 크리링, 덴데 등에 의해 빼앗겨, 드래곤볼에 대한 소원에 의해 피콜로가 부활해 나메크 별에 워프한다. 불로불사가 되고 싶은 소원을 이루는 데 실패한 프리저는 크리링 일행 앞에 모습을 드러내며 맹렬한 분노를 드러낸다. 변신하고, 압도적인 파워로 베지터들을 떨게 한다. 다음에 크리링의 몸을 자신의 뿔로 관통시키고 나서 바다에 던져 떨어뜨렸기 때문에, 분노를 폭발시킨 오반의 연속 공격을 받지만, 프리저에게 있어서 큰 데미지는 되지 않았다. 오반을 아프게 하는 순간에 덴데의 힘으로 되살아난 크리링에게 기원참으로 꼬리가 절단된다. 그 후, 피콜로가 나타나 직접 대결한다. 네일과의 동화에 의해, 급격한 파워 업을 하고 있던 피콜로에 육탄전으로 다소 밀려, 자신의 에너지탄을 튀어 나온 것으로부터 피콜로의 힘을 느끼고, 제2의 변신을 실시한다. 사이어인의 특성에 의해, 빈사로부터 회복해 힘을 더한 분노의 오반의 공격에 위협을 느낀 프리저는최종형태로의 변신을 완료한다.
최종 형태가 된 프리저는 전사들을 회복시키고 있던 덴데를 살해한다. 그 조금 전에 일부러 자신을 공격시킨 뒤에 덴데에 의해 회복하고 스스로 초사이어인이라고 칭할 정도로 전투력을 올린 베지터의 공격을 가볍게 다루었다. 베지터의 전의를 상실시켜 참을 정도의 압도적인 힘을 보여주고, 마지막에는 심장을 뚫어 베지터를 살해했다. 그 직전에 나타난 오공에 격투를 전개한다. 20배 계왕권을 발동시켜 내린 에네르기파도 한 손으로 받아들일 정도의 힘을 보여 싸움을 보고 있던 피콜로들을 절망 시키지만, 마지막 수단으로서 오공이 만들어낸 원기옥 직격을 받고 쓰러진 것처럼 보였다. 그러나 그 직후 부활하고 처음으로 생명의 위기에 처한 분노에서 피콜로에 중상을 입히고 크리링을 폭살한다. 이것이 오공의 격렬한 분노를 사고, 오공은 초사이어인 각성하게 되었다. 초사이어인에게 각성한 오공의 압도적인 힘을 목격한 프리저는 태어나 처음으로 굴욕과 절망을 맛보고, 나메크 별을 소멸시켜 오공을 장악하려고 에너지탄을 발하고, 별의 중심을 파괴한다. 파워를 억누르기 때문에 일순간의 폭발이야말로 일어나지 않았지만 행성의 폭발은 결정적이 된다. 그 후 가장 친한 친구를 죽인 분노에서 프리저를 스스로의 손으로 쓰러뜨리고 싶은 오공을 상대로, 프리저 자신도 자신의 힘을 확인하는 의도를 담아 풀 파워를 발동해, 나메크 별 폭발까지의 시간이 다가오는 가운데, 격렬한 사투를 연기한다. 이 가운데, 지구의 신룡의 힘으로 일시적으로 소생한 포룽가를 발견하고 불로불사의 소원을 외치지만, 포룽가가 나메크어에만 반응하기 때문에 이루어지지 않았다.
풀 파워의 한계와 반동이 왔기 때문에 점차 전투력이 떨어지고, 동시에 지금까지 경험한 적이 없는 장기 결전에 의한 소모나 현실의 것이 된 초사이어인에 대한 두려움, 데미지 등이 축적되어 정신면에서도 따라잡힌다. 이를 오공에 꺾이고, 일방적으로 싸움을 끊어진 것으로 자존심을 완전히 깨뜨려, 추적식의 기원참으로 공격을 하지만, 기술을 다루지 못하고 실수로 자신의 몸을 절단해 버린다는 자멸을 맞았다. 오공에 목숨을 빌었고, 조금 기를 나누어 받고 목숨을 구했지만, 자신이야말로 우주 제일이라는 자신의 의지를 지키기 위해, 떠나려는 오공에 추격의 에너지파를 발사한다. 그러나 오공의 분노의 일격에 의해 되돌아가 완전히 패배했다.
오공과의 싸움으로 사망했다고 생각되었지만, 겨우 목숨을 걸고 수술에 의해 몸의 대부분을 사이보그화하고 오공에 복수하기 위해 아버지의 콜드 대왕과 다수의 부하와 함께 지구로 의 침공을 기획했다. 자신에게 굴욕적 패배를 맛보게 한 오공이 지구로 돌아오기 전에 지구인을 모두 죽이려 한다. 거기서 지구에 내려갔을 때 미래에서 온 트랭크스를 만나, 그가 초사이어인으로 변신한 것에는 경악했다. 거기서 프리저는 자신의 몸을 일도 양단당하고, 한층 더 몸을 잘게 잘려진 후, 에너지파로 완전히 소멸되었다. 직후에 콜드 대왕도 트랭크스에 의해 쓰러져 버렸다.
이 싸움으로 콜드 대왕과 함께 닥터·게로의 스파이 머신에 의해 감시 및 세포를 채취되고 있어, 셀을 구성하는 세포를 제공하게 되었다.